# Selena Gomez & the Scene: Live in Concert
Selena Gomez & the Scene: Live in Concert é a primeira turnê da banda Selena Gomez & the Scene. A turnê começou no outono de 2009, em divulgação ao primeiro álbum da banda, Kiss & Tell. A turnê visitou os Estados Unidos e a Inglaterra.

## Bandas de Abertura
- JLS (Bethlehem)
- Mitchel Musso  (Springfield)

## Repertório

### Parte 1
1. Kiss & Tell
2. Stop & Erase
3. Crush
4. Naturally
5. I Won't Apologize
6. More
7. The Way I Loved You
8. I Want It That Way (Cover de Backstreet Boys)
9. I Don't Miss You at All
10. Tell Me Something I Don't Know
11. Falling Down
12. Hot n Cold (Cover de Katy Perry)

Encore
1. I Promise You
2. Magic

### Parte 2
1. Round & Round
2. Crush
3. Kiss & Tell
4. More
5. You Belong With Me (Cover de Taylor Swift)
6. I Won't Apologize
7. The Way I Loved You
8. A Year Without Rain
9. I Don't Miss You at All
10. Hot n Cold (Cover de Katy Perry)
11. Falling Down
12. Love is a Battlefield (Cover de Pat Benatar)
13. In My Head (Cover de Jason Derulo)
14. Tell Me Something I Don't Know

Encore
1. Naturally
2. Magic

## Datas
| Data                    | Cidade               | Pais           | Local                             |
| ----------------------- | -------------------- | -------------- | --------------------------------- |
| Parte 1                 |                      |                |                                   |
| América do Norte        |                      |                |                                   |
| 15 de Novembro de 2009  | San Diego            | Estados Unidos | House of Blues                    |
| 21 de Novembro de 2009  | Anaheim              | Estados Unidos | House of Blues                    |
| 28 de Novembro de 2009  | Dallas               | Estados Unidos | House of Blues                    |
| 13 de Dezembro de 2009  | Tempe                | Estados Unidos | Marquee Theatre                   |
| 20 de Dezembro de 2009  | San Francisco        | Estados Unidos | Palace of Fine Arts Theatre       |
| 07 de Fevereiro de 2010 | San Antonio          | Estados Unidos | AT&T Center                       |
| 11 de Fevereiro de 2010 | New York             | Estados Unidos | Blender Theatre at Gramercy       |
| 14 de Fevereiro de 2010 | Upper Darby Township | Estados Unidos | Tower Theater                     |
| 20 de Fevereiro de 2010 | Uniondale            | Estados Unidos | Nassau Veterans Memorial Coliseum |
| 21 de Março de 2010     | Houston              | Estados Unidos | Reliant Stadium                   |
| Europa                  |                      |                |                                   |
| 05 de Abril de 2010     | Londres              | Inglaterra     | O2 Shepherds Bush Empire          |
| Parte 2                 |                      |                |                                   |
| América do Norte        |                      |                |                                   |
| 14 de Agosto de 2010    | Bethlehem            | Estados Unidos | Sands Riverplace                  |
| 15 de Agosto de 2010    | Indianapolis         | Estados Unidos | Hoosier Lottery Grandstand        |
| 21 de Agosto de 2010    | Springfield          | Estados Unidos | State Fairgrounds Grandstand      |
| 22 de Agosto de 2010    | Eureka               | Estados Unidos | Old Glory Amphitheatre            |
| 11 de Setembro de 2010  | York                 | Estados Unidos | Toyota Grandstand                 |
| 18 de Novembro de 2010  | Pomona               | Estados Unidos | Fairplex Park                     |
| 19 de Setembro de 2010  | Hutchinson           | Estados Unidos | Sprint Grandstand                 |
| 10 de Outubro de 2010   | Fresno               | Estados Unidos | Paul Paul Theater                 |